# Radicalaire substitutie
Een radicalaire substitutie is een type organische reactie, meer bepaald een substitutiereactie, waarbij radicalen als reactieve intermediairen betrokken zijn.

## Overzicht van radicalaire substituties

### Radicalaire halogenering
Het klassieke voorbeeld van een radicalaire substitutie is de radicalaire halogenering, waarbij een waterstofatoom wordt vervangen door een halogeen. Dit proces bestaat uit enkele stappen: initiatie, propagatie en terminatie. Een voorbeeld hiervan is de chlorering van methaan tot chloormethaan:
Omdat radicalen zeer reactief zijn, zijn dergelijke reacties moeilijk te controleren. Dit resulteert vaak in de vorming van mengsels van isomeren. Bij de chlorering van methaan kunnen dus ook nog dichloormethaan, chloroform en tetrachloormethaan ontstaan.

### Organische redoxreacties
Talrijke organische reducties en oxidaties verlopen ook via een radicalair mechanisme, zoals bijvoorbeeld de oxidatie van een aldehyde tot een carbonzuur met chroomzuur (Jones-oxidatie).
De oxidatie van ethers onder invloed van zuurstofgas kan ook als een radicalaire substitutie gezien worden: zuurstofgas (O2) is een diradicaal en dus reactief. Het reageert gemakkelijk met ethers die op zijn minst een α-proton hebben, zoals in di-ethylether of di-isopropylether, met vorming van hydroperoxiden. Deze peroxiden zijn explosief.

### Reacties van arylradicalen
Een belangrijke klasse van radicalaire substituties bij aromatische verbindingen zijn de radicalaire aromatische substituties. Een voorbeeld is de aromatische hydroxylering met behulp van Fentons reagens, bijvoorbeeld bij de omzetting van benzeen naar fenol.

### Overige voorbeelden van radicalaire substituties
Onderstaande lijst bevat een overzicht van naamreacties die radicalaire substituties omvatten:
- Barton-McCombie-desoxygenering
- Wohl-Ziegler-reactie
- Hunsdiecker-reactie
- Barton-reactie
- Minisci-reactie
- Dowd-Beckwith-reactie